# Julio Salinas
Julio Salinas Fernández (Bilbau, 11 de setembro de 1962) é um ex-futebolista profissional basco e da Seleção Espanhola, que atuava como atacante.

## Carreira

### Clubes
Assim como seu irmão Francisco "Patxi" Salinas, surgiu no principal clube de sua cidade e do País Basco, o Athletic Bilbao, participando da conquista de dois campeonatos espanhóis e de uma Copa do Rei, mas é mais lembrado como jogador do Barcelona, para onde se transferiu em 1988 após duas temporadas no Atlético Madrid.
Salinas integrou o chamado Dream Team ao lado de outros integrantes da grande geração basca do final dos anos 80 e início dos 90, como Ion Andoni Goikoetxea, Andoni Zubizarreta, Txiki Begiristain, José Ramón Alexanko e José Mari Bakero, em um time que deu ao Barcelona seu primeiro título na Liga dos Campeões da UEFA.
Salinas saiu do Barcelona em 1994 para o grande time do Deportivo La Coruña daquele tempo, liderado por Bebeto, mas ficou apenas uma temporada no clube, o suficiente para ser vice-campeão espanhol, atrás de sua ex-equipe, o Barcelona. Encerraria a carreira em 2000 após passar pelo Sporting Gijón, Yokohama F. Marinos e Deportivo Alavés.

### Seleção Espanhola
Pela Seleção Espanhola, marcou 22 vezes em 56 jogos, disputando três Copas do Mundo e marcando um gol em cada uma; na de 1986, na vitória por 2 a 1 sobre a Irlanda do Norte, na primeira fase; na de 1990, na derrota por 2 a 1 para a Iugoslávia, nas oitavas-de-final; e na de 1994, em empate de 2 a 2 contra a Coréia do Sul. Nesta, entretanto, ficou mais lembrado pela grande chance de gol que perdeu no final do jogo contra a Itália, que venceu por 2 a 1.

## Títulos

### Clube
Athletic Bilbao
- La Liga: 1982–83, 1983–84
- Copa del Rey: 1983–84

Barcelona
- La Liga: 1990–91, 1991–92, 1992–93, 1993–94
- Copa del Rey: 1989–90
- Supercopa de España: 1991, 1992
- European Cup: 1991–92
- UEFA Cup Winners' Cup: 1988–89
- UEFA Super Cup: 1992

Deportivo
- Copa del Rey: 1994–95

### Individual
- Pichichi: 1983–84 (Segunda División)